# Skærmbønnen
|  | Denne artikel er oprettet af botten PalnaBot ud fra en ekstern database. Den kan derfor have sproglige fejl eller mangler. Denne skabelon kan fjernes efter kontrol af indholdet. |

Skærmbønnen er en kortfilm fra 2003 instrueret af Mikael Reidar efter manuskript af Mikael Reidar.

## Handling
Bengt Botsvich begiver sig ind i en stor kontorbygning for at sælge nogle produkter, som har en nyttig funktion i dagligdagen. Jakkesættene er begejstrede, men både produkterne og sælgeren viser sig at have en anden natur end antaget.